# 65803 Didymos
65804 Didymos, chỉ định tạm thời 1996 GT, là một tiểu hành tinh và hệ thống nhị phân đồng bộ dưới km, được phân loại là tiểu hành tinh có khả năng gây nguy hiểm và vật thể gần Trái Đất của cả nhóm Apollo và Amor. Nó là mục tiêu của nhiệm vụ tiểu hành tinh AIDA được đề xuất. Tiểu hành tinh được phát hiện vào năm 1996, theo khảo sát của Spacewatch tại đỉnh Kitt và mặt trăng hành tinh nhỏ 170 mét của nó được phát hiện vào năm 2003. Do tính chất nhị phân của nó, sau đó nó được đặt tên là "Didymos", từ tiếng Hy Lạp có nghĩa là sinh đôi.